# Болотный лунь
Болотный лунь, или камышовый лунь (лат. Circus aeruginosus) — птица семейства ястребиных.

## Внешний вид
Общая длина 49—60 см, масса 500—750 г, длина крыла 36—43 см, размах крыльев 110—140 см. Самки значительно крупнее самцов. Возрастные изменения и половые различия в окраске значительны.

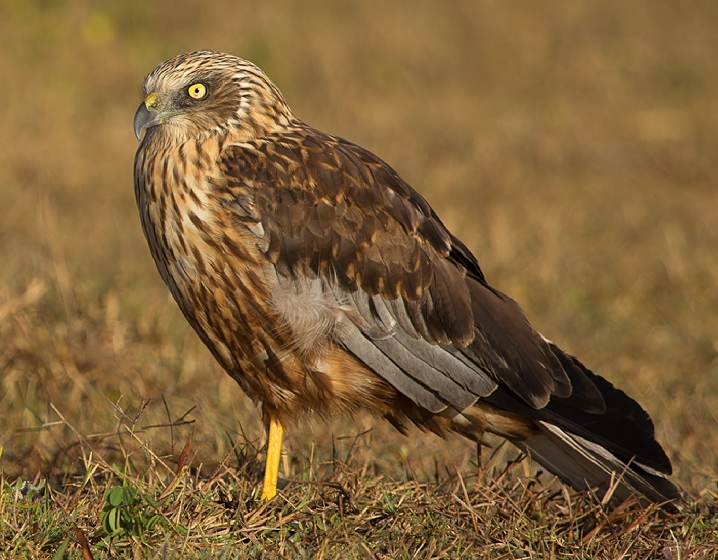
Болотный лунь (самец)

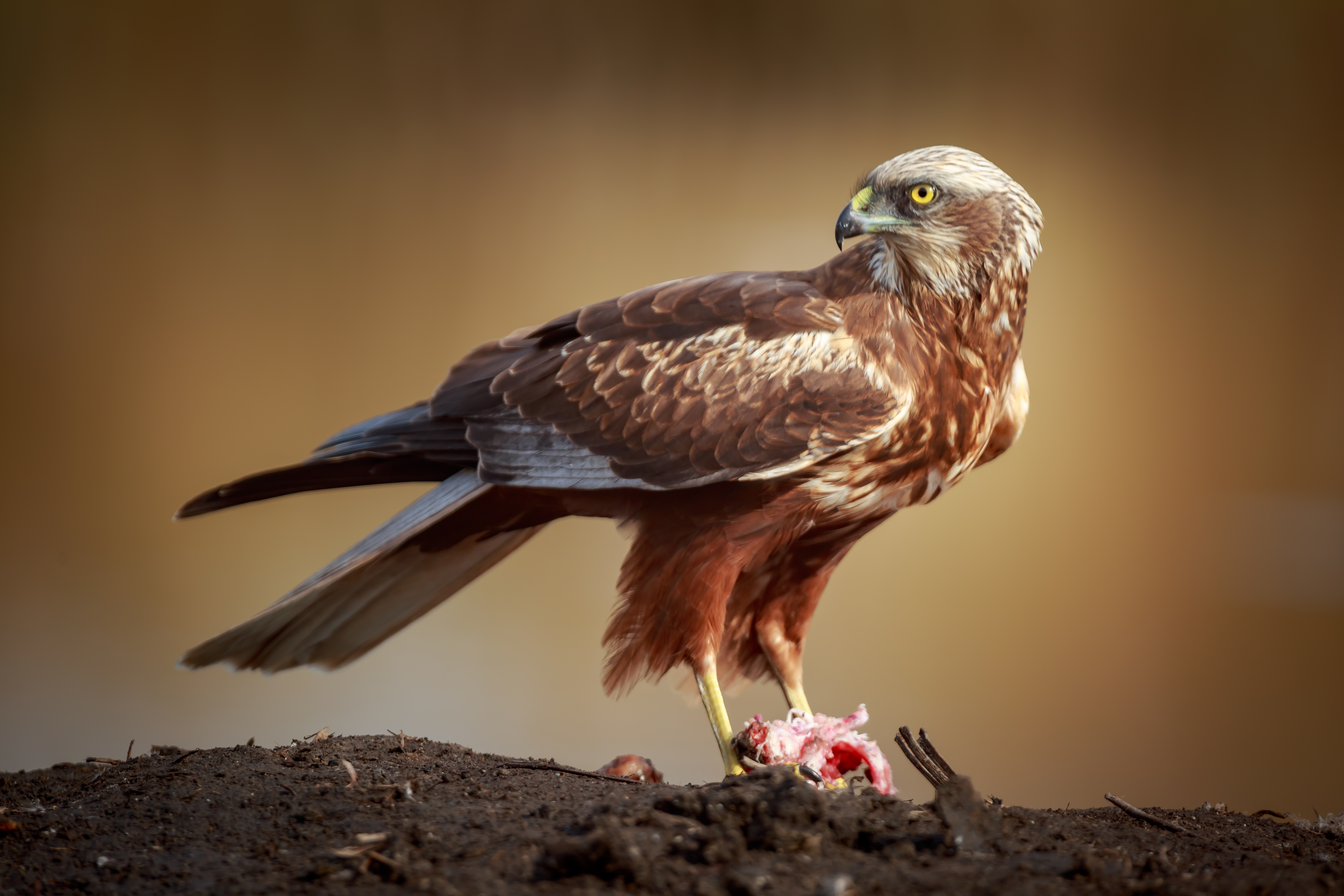
Болотный лунь (самка)

Окраска взрослых самцов состоит из серого, белого, бурого (у западных особей) или чёрного (у восточных особей) цветов; темя бурое или чёрное с охристыми краями перьев; кроющие кисти, вторичные маховые, рулевые серебристо-серые; спина и плечевые бурые (у западных птиц) или чёрные с более или менее развитым светлым рисунком (у восточных птиц); передние первостепенные маховые с беловатым основанием и чёрной вершиной. У взрослых самок охристая с тёмными пестринами голова, бурая спинная сторона тела с охристыми отметинками на кроющих крыльях и плечевых; малые кроющие крыла сероватые; брюшная сторона бурая с охристым пятном на груди; рулевые бурые с сероватым налётом (у западных птиц) или бурые с тёмными поперечными полосами (у восточных). Молодые в первом гнездовом наряде похожи на взрослых самок, но без сероватого цвета на малых кроющих крыла и с более узкими продольными отметинками на темени. Радужина жёлтая, клюв и когти чёрные, восковица и ноги жёлтые. Голос — громкое «кийюю-кийюю-кийюю».

## Распространение
Распространён в умеренной полосе Евразии, в Северо-Западной Африке, на о-вах Реюньон и Мадагаскаре, в Австралии. В северной части распространения перелётная птица.

## Образ жизни

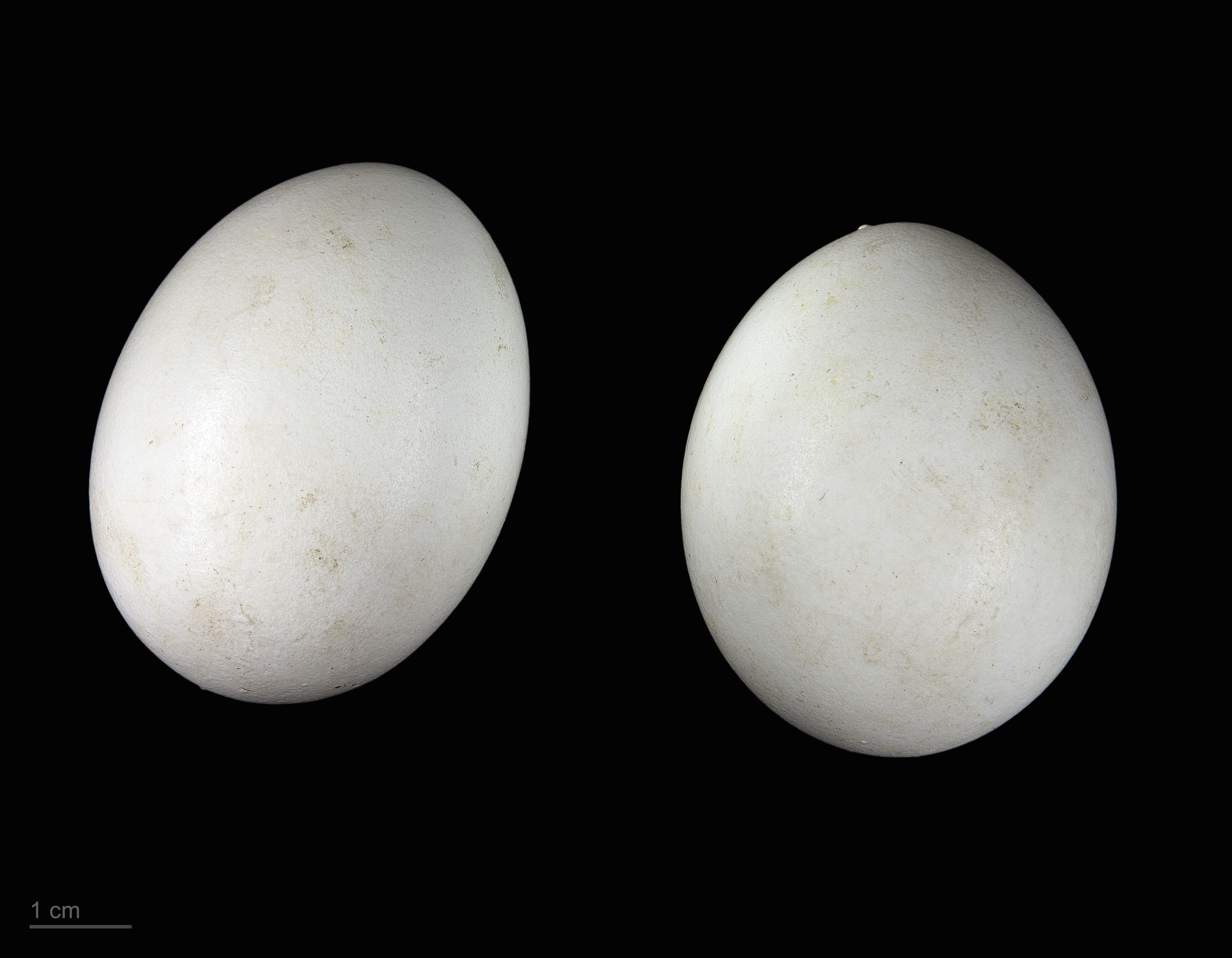
Яйца Circus aeruginosus — Тулузский музей

Питается мелкими птицами, яйцами, рыбой, лягушками, ловит мелких зверьков, в особенности грызунов. Гнездится в болотистых, заросших камышом и тростником местностях у водоёмов.
Гнездо — громоздкая, достигающая 1 м в диаметре и 0,5 м в высоту постройка из стеблей и листьев прошлогоднего тростника — труднодоступно, располагается среди топей и торфяных сплавин. Кладка из 4—5, редко из 2 или 6 белых, иногда с зеленоватым оттенком и охристыми пестринами яиц, длиной 52—55 мм. Насиживает самка 33—36 дней. Пуховой наряд птенцов желтоватый, на голове белый.